# Seal Cove (Baie Verte)
Seal Cove is een gemeente (town) in de Canadese provincie Newfoundland en Labrador.

## Geografie
De gemeente ligt aan de noordkust van het eiland Newfoundland. De plaats is gelegen aan een gelijknamige inham van de White Bay, in het westen van het schiereiland Baie Verte.

## Bestuurlijke geschiedenis
In 1958 werd het dorp een gemeente met de status van local government community. Tussen 1966 en 1971 veranderde de status van de gemeente naar die van local improvement district (LID). In 1980 werden LID's op basis van The Municipalities Act als bestuursvorm afgeschaft, waarop Seal Cove automatisch een town werd.

## Demografie
Demografisch gezien is Seal Cove, net zoals de meeste kleine dorpen op Newfoundland, aan het krimpen. Tussen 1976 en 2021 daalde de bevolkingsomvang van 774 naar 281. Dat komt neer op een daling van 493 inwoners (-64%) in 45 jaar tijd.
| Demografische ontwikkeling van Seal Cove tussen 1951 en 2021 |
| ------------------------------------------------------------ |
|                                                              |
| Bron: 1951–1986, 1991–1996, 2001–2006, 2011–2016, 2021       |